# Federico Gonzaga (vescovo di Mantova)
Federico Gonzaga (Mantova, luglio 1540 – Mantova, 21 febbraio 1565) è stato un cardinale e vescovo cattolico italiano.

## Biografia
Federico Gonzaga era figlio ultimogenito di Federico II Gonzaga, quinto marchese e primo duca di Mantova.
Crebbe sotto la tutela della madre Margherita Paleologa e dello zio, il cardinale Ercole Gonzaga.
Federico studiò presso l'Università di Bologna ed il 6 gennaio 1563 venne nominato cardinale da Papa Pio IV, su sollecitazione dello zio Ercole. Con la nomina di Federico la casata dei Gonzaga poteva vantare la presenza di ben tre porporati nello stesso periodo: Ercole e Francesco, figlio di Ferrante I Gonzaga, conte di Guastalla. Il 4 marzo 1563 Federico ottenne il titolo cardinalizio di Santa Maria Nuova, titolo diaconale che per venne per lui concesso pro illa vice a presbiterale.
Il 4 giugno 1563, succedendo allo zio cardinale, Federico venne nominato amministratore apostolico della Diocesi di Mantova con dispensa per non aver ancora raggiunto l'età canonica per ricoprire tale incarico. Nel 1564 venne noiminato legato pontificio a Mantova ed il 16 ottobre di quello stesso anno gli venne garantito il titolo pieno di vescovo di Mantova pur non ricevendo mai una consacrazione episcopale.
Federico Gonzaga morì alle 13.00 del 21 febbraio 1565 a Mantova e venne sepolto nella Cattedrale di San Pietro.

## Ascendenza
|                             |                              |                                 | Genitori                         |  |  | Nonni |  |  | Bisnonni           |  |  | Trisnonni            |  |
|                             |                              |                                 |                                  |  |  |       |  |  | Federico I Gonzaga |  |  | Ludovico III Gonzaga |  |
|                             |                              |                                 |                                  |  |  |       |  |  | Federico I Gonzaga |  |  | Ludovico III Gonzaga |  |
|                             |                              | Barbara di Brandeburgo          |                                  |  |  |       |  |  | Federico I Gonzaga |  |  |                      |  |
| Francesco II Gonzaga        |                              |                                 |                                  |  |  |       |  |  | Federico I Gonzaga |  |  |                      |  |
|                             |                              | Margherita di Baviera           | Alberto III di Baviera           |  |  |       |  |  |                    |  |  |                      |  |
|                             |                              | Margherita di Baviera           | Alberto III di Baviera           |  |  |       |  |  |                    |  |  |                      |  |
|                             |                              | Margherita di Baviera           | Anna di Braunschweig-Grubenhagen |  |  |       |  |  |                    |  |  |                      |  |
| Federico II Gonzaga         |                              | Margherita di Baviera           |                                  |  |  |       |  |  |                    |  |  |                      |  |
|                             |                              | Ercole I d'Este                 | Niccolò III d'Este               |  |  |       |  |  |                    |  |  |                      |  |
|                             |                              | Ercole I d'Este                 | Niccolò III d'Este               |  |  |       |  |  |                    |  |  |                      |  |
|                             |                              | Ercole I d'Este                 | Ricciarda di Saluzzo             |  |  |       |  |  |                    |  |  |                      |  |
| Isabella d'Este             |                              | Ercole I d'Este                 |                                  |  |  |       |  |  |                    |  |  |                      |  |
|                             |                              | Eleonora d'Aragona              | Ferdinando I di Napoli           |  |  |       |  |  |                    |  |  |                      |  |
|                             |                              | Eleonora d'Aragona              | Ferdinando I di Napoli           |  |  |       |  |  |                    |  |  |                      |  |
|                             |                              | Eleonora d'Aragona              | Isabella di Chiaromonte          |  |  |       |  |  |                    |  |  |                      |  |
| Federico Gonzaga            |                              | Eleonora d'Aragona              |                                  |  |  |       |  |  |                    |  |  |                      |  |
|                             | Bonifacio III del Monferrato | Giovanni Giacomo del Monferrato |                                  |  |  |       |  |  |                    |  |  |                      |  |
|                             | Bonifacio III del Monferrato | Giovanni Giacomo del Monferrato |                                  |  |  |       |  |  |                    |  |  |                      |  |
|                             | Bonifacio III del Monferrato | Giovanna di Savoia              |                                  |  |  |       |  |  |                    |  |  |                      |  |
| Guglielmo IX del Monferrato | Bonifacio III del Monferrato |                                 |                                  |  |  |       |  |  |                    |  |  |                      |  |
|                             |                              | Maria Branković                 | Stefan III Branković             |  |  |       |  |  |                    |  |  |                      |  |
|                             |                              | Maria Branković                 | Stefan III Branković             |  |  |       |  |  |                    |  |  |                      |  |
|                             |                              | Maria Branković                 | Angelina Arianit Komneni         |  |  |       |  |  |                    |  |  |                      |  |
| Margherita Paleologa        |                              | Maria Branković                 |                                  |  |  |       |  |  |                    |  |  |                      |  |
|                             |                              | Renato d'Alençon                | Giovanni II d'Alençon            |  |  |       |  |  |                    |  |  |                      |  |
|                             |                              | Renato d'Alençon                | Giovanni II d'Alençon            |  |  |       |  |  |                    |  |  |                      |  |
|                             |                              | Renato d'Alençon                | Maria d'Armagnac                 |  |  |       |  |  |                    |  |  |                      |  |
| Anna d'Alençon              |                              | Renato d'Alençon                |                                  |  |  |       |  |  |                    |  |  |                      |  |
|                             |                              | Margherita di Lorena            | Federico II di Vaudémont         |  |  |       |  |  |                    |  |  |                      |  |
|                             |                              | Margherita di Lorena            | Federico II di Vaudémont         |  |  |       |  |  |                    |  |  |                      |  |
|                             |                              | Margherita di Lorena            | Iolanda d'Angiò                  |  |  |       |  |  |                    |  |  |                      |  |
|                             |                              | Margherita di Lorena            |                                  |  |  |       |  |  |                    |  |  |                      |  |

## Stemma
| Immagine | Blasonatura |
| -------- | --- |
| \| \|    | Cardinale D'argento, alla croce patente di rosso accantonata da quattro aquile di nero dal volo abbassato; sul tutto, inquartato: nel primo e nel quarto di rosso al leone dalla coda doppia d'argento, armato e lampassato d'oro, coronato e collarinato dello stesso; nel secondo e nel terzo fasciato d'oro e di nero (Gonzaga di Mantova). Lo scudo, accollato a una croce astile patriarcale d'oro, posta in palo, è timbrato da un cappello con cordoni e nappe di rosso. Le nappe, in numero di trenta, sono disposte quindici per parte, in cinque ordini di 1, 2, 3, 4, 5. |
|          | |